# Xanthorhoe inversa
Xanthorhoe inversa är en fjärilsart som beskrevs av Vorbrodt 1917. Xanthorhoe inversa ingår i släktet Xanthorhoe och familjen mätare. Inga underarter finns listade i Catalogue of Life.